# Michiel Andrieszoon
Michiel Andrieszoon (fl. 1683 – 1684) foi um bucaneiro Países Baixos.
Serviu como tenente do capitão Laurens de Graaf. Comandou o "le Tigre", que possuía uma tripulação de 300 homens e estava artilhado com de 30 a 36 peças dos diversos calibres.